# Tupptjärnen, Jämtland
Tupptjärnen är en sjö i Krokoms kommun i Jämtland och ingår i Indalsälvens huvudavrinningsområde. Sjön har en area på 0,166 kvadratkilometer och ligger 593,7 meter över havet.

## Delavrinningsområde
Tupptjärnen ingår i det delavrinningsområde (710857-142474) som SMHI kallar för Mynnar i 710610-142014. Medelhöjden är 608 meter över havet och ytan är 2,09 kvadratkilometer. Det finns inga avrinningsområden uppströms utan avrinningsområdet är högsta punkten. Vattendraget som avvattnar avrinningsområdet har biflödesordning 4, vilket innebär att vattnet flödar genom totalt 4 vattendrag innan det når havet efter 306 kilometer. Avrinningsområdet består mestadels av skog (50 procent) och sankmarker (42 procent). Avrinningsområdet har 0,16 kvadratkilometer vattenytor vilket ger det en sjöprocent på 7,8 procent.